# Macaduma castaneogriseata
Macaduma castaneogriseata là một loài bướm đêm thuộc phân họ Arctiinae, họ Erebidae.